# Velasco Broca
Velasco Broca (Amurrio, Álava; 1978) es un director de cine español. Su obra, en la que destaca una mezcla experimental de costumbrismo y ciencia ficción, ha cosechado más de 20 premios y participado en festivales internacionales como Cannes (Francia), el Festival Internacional de Cine de Locarno (Suiza), Slamdance (Estados Unidos) o el Festival de Cine de Sitges (España), entre otros. Es habitual en su filmografía el uso del blanco y negro y el rodaje en película analógica.

## Biografía
Con 19 años realiza su primer cortometraje en Súper-8, Footsy, que tiene una aceptable acogida en festivales nacionales y en el circuito underground. Esta experiencia le anima a embarcarse en otros proyectos más ambiciosos como el cortometraje en 16 mm., Kinky Hoodoo Voodoo, que narra la historia de una invasión extraterrestre en un campamento de verano. El cortometraje es premiado en varias ocasiones y exhibido en festivales como el Festival de Cine de Sitges, la Semana de Cine Fantástico y de Terror de San Sebastián o el Festival de cortometrajes Marienbad.
En 2001, con 23 años, realiza el cortometraje Der Milchshorf ("La Costra láctea", en alemán), que también tiene una buena acogida en los mismos circuitos.
Con Nacho Vigalondo desarrolla un proyecto de serie de televisión, Las aventuras galácticas de Jaime de Funes y Arancha, de la que ruedan un episodio piloto y que se ha convertido en una pieza de culto. En ese momento también empieza a realizar trabajos más personales en formato vídeo.  
En 2007 gana el Gran Premio del Jurado al Mejor cortometraje experimental de Slamdance (EE. UU.) con su cortometraje Avant Pétalos Grillados, que cierra su trilogía Echos Der Buchrücken (junto a Kinky Hoodoo Voodoo y Der Milchshorf) y tiene una notable presencia en la Quincena de realizadores del Festival de Cannes, siendo el primer cortometraje español a concurso en 36 años. 
Ese mismo año, su obra completa es editada en DVD en el Cofre del 40 Aniversario del Festival de Sitges y puesta en venta por separado en una edición por parte de la distribuidora de cine Cameo Media bajo el título de Echos Der Buchrücken, que aparte de la trilogía incluye otras piezas del autor. 
En 2010 colabora con el realizador Víctor Berlin, Cameo Media y el Museo Reina Sofía en la recuperación de la obra del cineasta granadino José Val del Omar para el cofre Val del Omar: Elemental de España. De dicha colaboración surgen los cortometrajes Mil pesetas y Val del Omar fuera de sus casillas, que mezclan imágenes rodadas por Val del Omar con filmaciones del propio Broca.
Tras cinco años de retiro en la India, estrena en el Festival de Locarno (Suiza) su último cortometraje, Nuestra amiga la luna (2016), rodado en 16 mm y en B/N (lo que ya es un sello de identidad). Esta pieza gana el Premio al Mejor Cortometraje en el Festival de Málaga y en BAFICI (Argentina).
En 2016 es seleccionado para el proyecto X Films del Festival de cine documental de Navarra Punto de Vista, que ofrece a cineastas españoles la posibilidad de realizar una creación audiovisual en forma de ensayo en Navarra. De este proyecto surge el mediometraje Nuevo Altar, que se estrena en la edición de marzo de 2017.
En 2017 termina los primeros capítulos de Dioses autonómicos, una serie de TV creada en colaboración con el trío de cineastas Canódromo Abandonado y producida para Mediaset.
En 2018 gana, junto a Canódromo Abandonado, el Premio Agrippa a la Mejor Dirección en el Hermetic International Film Festival de Venecia con el largometraje-antología Ayudar al ojo humano, estrenado el año anterior en la sección Las Nuevas Olas del SEFF'17.
Se han realizado retrospectivas de su obra completa en diversas ocasiones, entre ellas en el festival Filmadrid, con el título de Nuestra amiga la luna y otros astros (2017); en el Palić Film Festival (Serbia) que le otorgó el Premio Underground Spirit Award por su destacada actuación en el campo de cine independiente (2015) y en La Noche en Blanco de Madrid (2009).

## Estilo e influencias
Entre sus influencias, Broca ha citado en numerosas ocasiones al cineasta francés Robert Bresson y al escritor norteamericano Philip K. Dick. Su uso poético del montaje y del sonido recuerda en parte a la obra del pionero José Val del Omar, en cuya reivindicación y reedición ha tomado parte el propio Broca.  
Sus primeros cortometrajes en blanco y negro (la trilogía Echos Der Buchrücken) han motivado comparaciones con los primeros trabajos de Luis Buñuel (Un perro andaluz, La edad de oro). De hecho, la etiqueta "surrealista" es usada frecuentemente para hablar de su cine. Al igual que en ese movimiento, las referencias esotéricas, religiosas y sexuales están también presentes en su trabajo.

## Montaje
Ha sido el montador de los largometrajes True Love, de Ion de Sosa, Crumbs y Jesus Show You the Way to the Highway de Miguel Llansó y de la estonia Põrgu Jaan de Kaur Kokk. También ejerce de profesor de Montaje Cinematográfico y Estética Cinematográfica en varias escuelas.

## Música
En 2002 fundó el sello Batán Bruits junto a Miguel Ángel Ruiz, uno de los pioneros del ruidismo en España. El sello tuvo corta vida pero sirvió para reeditar grabaciones inéditas del propio Ruiz.

## Cómic
Fue coordinador editorial del fanzine de cómic Pasaje al planeta clandestino. En él participaron dibujantes underground como Miguel Ángel Martín, realizando ilustraciones de los personajes de Echos Der Buchrücken (que posteriormente se editaron en postales y camisetas promocionales).

## Filmografía como director
- 2018: Ayudar al ojo humano. Largometraje-antología codirigido con Canódromo Abandonado.
- 2017: Dioses autonómicos. Serie de TV, inédita. 
- 2017: Nuevo Altar. Mediometraje. Ganadora del Proyecto X Film del Festival Punto de Vista 2017.
- 2016: Nuestra amiga la luna. Cortometraje, 16mm, B/N. Premios: Biznaga de plata al Mejor cortometraje del Festival de Málaga. Estreno Mundial: Festival de Locarno              Sección oficial: Sitges, BAFICI [Argentina], Curta Vila do Conde [Portugal], Curtocircuito y Alcine, Abycine, European Media Art Festival [Alemania], L.A.OLA [Los Ángeles], entre otros.           
- 2010: ''Val del Omar fuera de sus casillas. Cortometraje, Editado en el pack de DVD Val del Omar, Elemental de España” [Cameo Media, Reina Sofía].
- 2007: Avant Pétalos Grillados, cortometraje, 16mm Premios: Premio del Jurado al Mejor cortometraje experimental, Slamdance [EE. UU.]. Premio al mejor cortometraje del Festival de cine Fantástico de Málaga, Nominado al Méliès d'or al Mejor Cortometraje europeo.
- 2004: Las aventuras galácticas de Jaime de Funes y Arancha.  Episodio piloto de TV coescrito y protagonizado por Nacho Vigalondo. 
- 2000-2002: Der Milchshorf / La costra láctea. Cortometraje, 16mm. 
- 1999-2004: Kinky Hoodoo Voodoo. Cortometraje, 16mm.
- 1998: Footsy. Cortometraje, Super-8. Color. [solo en el recopilatorio Echos Der Buchrücken].